# 賞金ランキング (囲碁)
囲碁の賞金ランキング（いごのしょうきんランキング）とは、囲碁棋士が棋戦を通じて獲得した通算金額のランキングである。年次でランキングが発表される。獲得金額は「賞金」と「対局」から構成されるが (詳細は#ランキングの仕組みで後述)、報道機関によって「年間賞金・対局料ランキング」、「賞金ランキング」などと表記に差がある。
なお、囲碁棋士には棋戦以外での活動（執筆活動による印税、アマチュアへの指導料など）による収入もあるため、ここに示されている金額がすなわち囲碁棋士の年収になるわけではない。棋戦以外での活動による収入が棋戦で獲得した賞金・対局料を上回るケースも多い。

## ランキングの仕組み
日本国内には日本棋院と関西棋院の2団体があり、両棋院はそれぞれの所属棋士に限定して独自に賞金ランキングを算出している。金額は勝者への「賞金」と対局者への「対局料」を合算したものである。
一部の王冠戦のような参加棋士が限られる棋戦、年齢に制限のある若鯉戦やマスターズカップなどの棋戦での賞金・対局料も含まれる。また、経年での賞金額の変化は、棋戦の新設や廃止、賞金額の変動や制度の変更などの影響を受けていることがある。
なお、女流棋士の賞金額には女流棋戦で獲得した賞金も合算されているため、男性の棋士とは単純に比較できない。たとえば、2009年の謝依旻は日本棋院の賞金ランキングで9位 (1503万円) に入っているが、謝が獲得した女流名人戦（優勝賞金500万円）と女流本因坊戦（優勝賞金580万円）の賞金を仮に除すると、賞金ランキングは9位から16位まで下がる。

### 昇段規定における賞金ランキング
日本棋院や関西棋院の昇段規定では「賞金ランキングによる昇段」があるが、これは七大棋戦のみが対象となっており、前述した賞金ランキングとは「賞金」の定義が異なる。そのため女流棋士のみが出場できる女流棋戦や年齢制限のある棋戦、全棋士参加でない棋戦などは当然含まれず、年齢や性別に影響されることの無い公平なランキングが基準となっている。

## 日本
2017年12月12日現在、現役の棋士は日本棋院所属が338名 (うち女流棋士は66名)、関西棋院所属が137名 (うち女流棋士は23名) となっている。

### 年間賞金ランキング（2021年までは日本棋院のみ）
日本棋院発表の年間賞金ランキングは業界紙『週刊碁』などに掲載される他、公式サイト上でも無料で一部確認できる。
2021年までは日本棋院が公開する日本棋院に所属する棋士の年間賞金ランキングトップ10である。2022年からは関西棋院に所属する棋士も含む。太字はその年の最優秀棋士賞受賞者。その年獲得した七大棋戦または公式女流棋戦を付記している。括弧つきは女流タイトル。
| 年   | 1位                 | 2位               | 3位                 | 4位               | 5位               | 6位                 | 7位                 | 8位                 | 9位               | 10位                |
| ---- | ------------------- | ----------------- | ------------------- | ----------------- | ----------------- | ------------------- | ------------------- | ------------------- | ----------------- | ------------------- |
| 2023 | 一力遼 三冠         | 芝野虎丸 二冠     | 井山裕太 二冠       | 上野愛咲美 (二冠) | 余正麒            | 許家元              | 藤沢里菜 (女本因坊) | 関航太郎            | 仲邑菫 (女棋聖)   | 牛栄子 (扇興杯)     |
| 2022 | 井山裕太 三冠       | 一力遼 棋聖       | 芝野虎丸 名人       | 許家元 十段       | 上野愛咲美 (二冠) | 藤沢里菜 (二冠)     | 余正麒              | 平田智也            | 山下敬吾          | 関航太郎 天元       |
| 2021 | 井山裕太 五冠       | 一力遼            | 芝野虎丸            | 許家元 十段       | 藤沢里菜 (四冠)   | 上野愛咲美 (女棋聖) | 河野臨              | 関航太郎 天元       | 羽根直樹          | 本木克弥            |
| 2020 | 井山裕太 三冠       | 一力遼 二冠       | 芝野虎丸 二冠       | 藤沢里菜 (三冠)   | 河野臨            | 山下敬吾            | 許家元              | 上野愛咲美 (扇興杯) | 張栩              | 羽根直樹            |
| 2019 | 井山裕太 三冠       | 芝野虎丸 二冠     | 一力遼              | 張栩              | 藤沢里菜 (三冠)   | 山下敬吾            | 河野臨              | 羽根直樹 碁聖       | 上野愛咲美 (二冠) | 許家元              |
| 2018 | 井山裕太 五冠       | 一力遼            | 張栩 名人           | 山下敬吾          | 芝野虎丸          | 藤沢里菜 (三冠)     | 許家元 碁聖         | 河野臨              | 羽根直樹          | 本木克弥            |
| 2017 | 井山裕太 七冠       | 一力遼            | 高尾紳路            | 藤沢里菜 (三冠)   | 山下敬吾          | 河野臨              | 本木克弥            | 謝依旻 (二冠)       | 芝野虎丸          | 六浦雄太            |
| 2016 | 井山裕太 六冠       | 高尾紳路 名人     | 一力遼              | 河野臨            | 謝依旻 (四冠)     | 山下敬吾            | 張栩                | 趙治勲              | 羽根直樹          | 藤沢里菜 (女本因坊) |
| 2015 | 井山裕太 六冠       | 山下敬吾          | 高尾紳路            | 伊田篤史 十段     | 謝依旻 (三冠)     | 河野臨              | 許家元              | 張栩                | 一力遼            | 羽根直樹            |
| 2014 | 井山裕太 四冠       | 河野臨            | 高尾紳路 十段天元   | 山下敬吾          | 伊田篤史          | 一力遼              | 藤沢里菜 (二冠)     | 羽根直樹            | 謝依旻 (二冠)     | 張栩                |
| 2013 | 井山裕太 六冠       | 張栩              | 高尾紳路            | 山下敬吾          | 河野臨            | 謝依旻 (二冠)       | 羽根直樹            | 小林覚              | 溝上知親          | 志田達哉            |
| 2012 | 井山裕太 五冠       | 張栩 棋聖         | 山下敬吾 名人       | 高尾紳路          | 羽根直樹          | 河野臨              | 謝依旻 (二冠)       | 溝上知親            | 王銘琬            | 黄翊祖              |
| 2011 | 井山裕太 十段天元   | 張栩 棋聖王座     | 山下敬吾 名人本因坊 | 羽根直樹 棋聖     | 高尾紳路          | 謝依旻 (三冠)       | 趙治勲              | 河野臨              | 山田規三生        | 依田紀基            |
| 2010 | 張栩 三冠           | 山下敬吾 本因坊   | 井山裕太 名人       | 高尾紳路          | 羽根直樹          | 河野臨              | 山田規三生          | 謝依旻 (三冠)       | 趙治勲            | 王銘琬              |
| 2009 | 張栩 三冠           | 羽根直樹 本因坊   | 山下敬吾 棋聖       | 井山裕太 名人     | 高尾紳路          | 依田紀基            | 山田規三生          | 趙治勲              | 謝依旻 (二冠)     | 王銘琬              |
| 2008 | 張栩 四冠           | 山下敬吾 棋聖     | 羽根直樹 本因坊     | 高尾紳路 十段     | 河野臨            | 趙治勲              | 井山裕太            | 依田紀基            | 山田規三生        | 謝依旻 (二冠)       |
| 2007 | 張栩 名人碁聖       | 山下敬吾 棋聖王座 | 高尾紳路 本因坊     | 趙治勲 十段       | 依田紀基          | 小林覚              | 河野臨 天元         | 羽根直樹            | 山田規三生        | 井山裕太            |
| 2006 | 高尾紳路 名人本因坊 | 山下敬吾 棋聖王座 | 張栩 碁聖           | 羽根直樹          | 山田規三生        | 依田紀基            | 小林覚              | 趙治勲 十段         | 趙善津            | 河野臨 天元         |
| 2005 | 張栩 名人王座       | 羽根直樹 棋聖     | 高尾紳路 本因坊     | 小林覚            | 依田紀基 碁聖     | 山下敬吾            | 河野臨 天元         | 王立誠              | 趙治勲 十段       | 王銘琬              |
| 2004 | 張栩 三冠           | 羽根直樹 棋聖     | 山下敬吾 天元       | 依田紀基 碁聖     | 小林光一          | 王立誠 十段         | 趙治勲              | 三村智保            | 王銘琬            | 高尾紳路            |
| 2003 | 張栩 本因坊王座     | 山下敬吾 棋聖     | 依田紀基 名人碁聖   | 王立誠 十段       | 羽根直樹 天元     | 趙治勲              | 柳時熏              | 加藤正夫            | 王銘琬            | 高尾紳路            |
| 2002 | 王立誠 棋聖十段     | 依田紀基 名人     | 趙治勲              | 王銘琬            | 加藤正夫 本因坊   | 羽根直樹 天元       | 柳時熏              | 張栩                | 趙善津            | 小林光一 碁聖       |
| 2001 | 王立誠 棋聖十段     | 趙治勲 王座       | 依田紀基 名人       | 王銘琬 本因坊     | 趙善津            | 羽根直樹 天元       | 加藤正夫            | 小林光一 碁聖       | 張栩              | 柳時熏              |
| 2000 | 王立誠 棋聖王座     | 趙治勲            | 依田紀基 名人       | 小林光一 十段     | 王銘琬 本因坊     | 趙善津              | 柳時熏 天元         | 山下敬吾 碁聖       | 加藤正夫          | 高尾紳路            |
| 1999 | 趙治勲 棋聖名人     | 小林光一 三冠     | 王立誠 王座         | 趙善津 本因坊     | 依田紀基          | 小林覚              | 彦坂直人            | 山田規三生          | 加藤正夫          | 山下敬吾            |
| 1998 | 趙治勲 大三冠       | 王立誠 王座       | 依田紀基 碁聖       | 加藤正夫          | 小林光一 天元     | 小林覚              | 彦坂直人 十段       | 柳時熏              | 山田規三生        | 林海峰              |
| 1997 | 趙治勲 大三冠       | 加藤正夫 十段     | 小林光一            | 依田紀基 碁聖     | 小林覚            | 柳時熏              | 王立誠              | 山田規三生 王座     | 楊嘉源            | 林海峰              |
| 1996 | 趙治勲 大三冠       | 依田紀基 碁聖十段 | 柳時熏 天元王座     | 小林覚            | 武宮正樹          | 加藤正夫            | 大竹英雄            | 王立誠              | 林海峰            | 片岡聡              |
| 1995 | 趙治勲 本因坊       | 小林覚 棋聖碁聖   | 加藤正夫            | 小林光一          | 武宮正樹 名人     | 王立誠              | 柳時熏 天元         | 依田紀基 十段       | 林海峰            | 片岡聡              |
| 1994 | 趙治勲 三冠         | 小林光一 名人     | 林海峰 碁聖         | 片岡聡            | 加藤正夫          | 大竹英雄 十段       | 柳時熏 天元         | 小林覚              | 依田紀基          | 武宮正樹            |
| 1993 | 小林光一 三冠       | 趙治勲 本因坊     | 加藤正夫 王座       | 大竹英雄 十段     | 林海峰 天元       | 山城宏              | 片岡聡              | 武宮正樹            | 小松英樹          | 淡路修三            |
| 1992 | 小林光一 三冠       | 趙治勲 本因坊     | 大竹英雄            | 林海峰 天元       | 加藤正夫          | 小松英樹            | 山城宏              | 武宮正樹 十段       | 藤沢秀行 王座     | 依田紀基            |
| 1991 | 小林光一 三冠       | 趙治勲 本因坊     | 林海峰 天元         | 加藤正夫          | 武宮正樹 十段     | 藤沢秀行 王座       | 大竹英雄            | 依田紀基            | 淡路修三          | 王立誠              |
| 1990 | 小林光一 三冠       | 林海峰 天元       | 趙治勲 本因坊       | 大竹英雄          | 武宮正樹 十段     | 依田紀基            | 加藤正夫            | 羽根泰正 王座       | 藤沢秀行          | 片岡聡              |
| 1989 | 小林光一 三冠       | 趙治勲 本因坊王座 | 武宮正樹            | 林海峰 天元       | 大竹英雄          | 加藤正夫 王座       | 淡路修三            | 依田紀基            | 藤沢秀行          | 王立誠              |
| 1988 | 小林光一 三冠       | 武宮正樹 本因坊   | 加藤正夫 王座       | 趙治勲 天元十段   | 林海峰            | 大竹英雄            | 石田芳夫            | 大平修三            | 依田紀基          | 藤沢秀行            |
| 1987 | 加藤正夫 四冠       | 小林光一 棋聖     | 武宮正樹 本因坊     | 趙治勲 天元       | 林海峰            | 大竹英雄            | 山城宏              | 石田芳夫            | 王立誠            | 依田紀基            |
| 1986 | 小林光一 三冠       | 加藤正夫 名人王座 | 武宮正樹 本因坊     | 趙治勲 碁聖       | 山城宏            | 大竹英雄            | 林海峰              | 王銘琬              | 王立誠            | 高木祥一            |
| 1985 | 小林光一 三冠       | 趙治勲 棋聖       | 武宮正樹 本因坊     | 加藤正夫 王座     | 林海峰            | 大竹英雄            | 山城宏              | 楠光子 (二冠)       | 片岡聡            | 羽根泰正            |
| 1984 | 趙治勲 棋聖名人     | 林海峰 天元       | 大竹英雄 碁聖       | 小林光一 十段     | 加藤正夫 王座     | 淡路修三            | 石田芳夫            | 武宮正樹            | 坂田栄男          | 小林覚              |

### 2021年までの関西棋院
過去の関西棋院は日本棋院に比較すると賞金ランキングの公開には消極的であった。たとえば、2011年の賞金ランキングについては「ランキングの詳細は公表しないが、1千万円以上獲得した棋士は3人いる」としている。以下は公開されたデータの一部である。
| 年   | 1位         | 2位           | 3位      | 4位      | 5位      |  | 賞金王 (万円) |
| ---- | ----------- | ------------- | -------- | -------- | -------- |  | ------------- |
| 2021 | 余正麒      |               |          |          |          |  | —             |
| 2018 | 余正麒      | 村川大介      | 坂井秀至 | 瀬戸大樹 | 結城聡   |  | —             |
| 2017 | 余正麒      | 村川大介      | 結城聡   | —        | —        |  | 1,094         |
| 2015 | 村川大介    | 余正麒        | 結城聡   | —        | —        |  | 1,157         |
| 2010 | 結城聡 天元 | 坂井秀至 碁聖 | 瀬戸大樹 | 村川大介 | 湯川光久 |  | 3,482         |

### 歴代賞金王
単位は万円。一万円未満は切り捨てている。保持タイトルは各年の全棋戦終了時点で保有しているタイトルを表す。
| 年   | 棋士     | 齢 | 保持タイトル                                               | 賞金額 (万円) |
| ---- | -------- | -- | ---------------------------------------------------------- | ------------- |
| 2023 | 一力遼   | 26 | 棋聖 本因坊 天元 阿含桐山杯 テイケイ俊英                   | 11,972        |
| 2022 | 井山裕太 | 33 | 本因坊 王座 碁聖 竜星                                      | 09,157        |
| 2021 | 井山裕太 | 32 | 棋聖 名人 本因坊 王座 碁聖                                 | 13,384        |
| 2020 | 井山裕太 | 31 | 棋聖 名人 本因坊 NHK杯 阿含桐山杯                          | 12,851        |
| 2019 | 井山裕太 | 30 | 棋聖 本因坊 天元                                           | 10,825        |
| 2018 | 井山裕太 | 29 | 棋聖 本因坊 王座 天元 碁聖 十段 NHK杯 グランドチャンピオン | 14,696        |
| 2017 | 井山裕太 | 28 | 棋聖 名人 本因坊 王座 天元 碁聖 十段 NHK杯                 | 15,981        |
| 2016 | 井山裕太 | 27 | 棋聖 本因坊 王座 天元 碁聖 十段                            | 13,494        |
| 2015 | 井山裕太 | 26 | 棋聖 名人 本因坊 王座 天元 碁聖 阿含桐山杯 棋戦優勝者      | 17,212        |
| 2014 | 井山裕太 | 25 | 棋聖 名人 本因坊 碁聖 阿含桐山杯 棋戦優勝者                | 14,078        |
| 2013 | 井山裕太 | 24 | 棋聖 名人 本因坊 王座 天元 碁聖 TVアジア杯                 | 16,461        |
| 2012 | 井山裕太 | 23 | 名人 本因坊 天元 王座 碁聖 竜星                            | 10,620        |
| 2011 | 井山裕太 | 22 | 天元 十段 阿含桐山杯 竜星                                  | 9,151         |
| 2010 | 張栩     | 30 | 棋聖 十段 王座                                             | 9,049         |
| 2009 | 張栩     | 29 | 十段 碁聖 王座                                             | 7,969         |
| 2008 | 張栩     | 28 | 名人 天元 碁聖 王座 阿含桐山杯                             | 11,337        |
| 2007 | 張栩     | 27 | 名人 碁聖 NEC杯 阿含桐山杯                                 | 11,614        |
| 2006 | 高尾紳路 | 30 | 名人 本因坊 大和証券杯                                     | 8,990         |
| 2005 | 張栩     | 25 | 名人 王座 LG杯 TVアジア杯 NHK杯 NEC杯                      | 12,343        |
| 2004 | 張栩     | 24 | 名人 本因坊 王座                                           | 10,495        |
| 2003 | 張栩     | 23 | 本因坊 王座                                                | 7,789         |
| 2002 | 王立誠   | 34 | 棋聖 十段                                                  | 7,718         |
| 2001 | 王立誠   | 33 | 棋聖 十段                                                  | 8,483         |
| 2000 | 王立誠   | 32 | 棋聖 鶴聖戦                                                | 8,725         |
| 1999 | 趙治勲   | 45 | 棋聖 名人                                                  | 10,695        |
| 1998 | 趙治勲   | 44 | 棋聖 名人 本因坊                                           | 13,360        |
| 1997 | 趙治勲   | 43 | 棋聖 名人 本因坊                                           | 11,805        |
| 1996 | 趙治勲   | 42 | 棋聖 名人 本因坊 NHK杯 JT杯 早碁選手権                     | 13,367        |
| 1995 | 趙治勲   | 41 | 本因坊                                                     | 7,561         |
| 1994 | 趙治勲   | 40 | 棋聖 本因坊 王座                                           | 9,111         |
| 1993 | 小林光一 | 41 | 棋聖 名人 碁聖                                             | 8,884         |
| 1992 | 小林光一 | 40 | 棋聖 名人 碁聖                                             | 11,199        |
| 1991 | 小林光一 | 39 | 棋聖 名人 碁聖                                             | 10,130        |
| 1990 | 小林光一 | 38 | 棋聖 名人 碁聖                                             | 10,604        |
| 1989 | 小林光一 | 37 | 棋聖 名人 碁聖                                             | 8,688         |
| 1988 | 小林光一 | 36 | 棋聖 名人 碁聖                                             | 8,861         |
| 1987 | 加藤正夫 | 40 | 名人 十段 碁聖 王座                                        | 6,309         |
| 1986 | 小林光一 | 34 | 棋聖 十段 天元 NHK杯                                       | 7,020         |
| 1985 | 小林光一 | 33 | 名人 十段 天元                                             | 6,190         |
| 1984 | 趙治勲   | 30 | 棋聖 名人 NEC杯                                            | 6,668         |

### 女流棋士賞金トップ
日本棋院に所属する女流棋士のうち、最も高い賞金を挙げた棋士を記載する。1万円未満は切り捨てている。括弧つきは次点。
- 2023年 上野愛咲美 2837万円（藤沢里菜 1511万円）
- 2022年 上野愛咲美 2874万円（藤沢里菜 2443万円）
- 2021年 藤沢里菜 3199万円（上野愛咲美 2350万円）
- 2020年 藤沢里菜 2741万円（上野愛咲美 1754万円）
- 2019年 藤沢里菜 2659万円（上野愛咲美 2077万円）
- 2018年 藤沢里菜 2189万円
- 2017年 藤沢里菜 2404万円（謝依旻 2047万円）
- 2016年 謝依旻 2976万円（藤沢里菜 1175万円）
- 2015年 謝依旻 2109万円
- 2014年 藤沢里菜 1673万円（謝依旻 1293万円）
- 2013年 謝依旻 1458万円
- 2012年 謝依旻 1569万円
- 2011年 謝依旻 2027万円（向井千瑛 728万円）
- 2010年 謝依旻 1882万円
- 2009年 謝依旻 1502万円
- 2008年 謝依旻 1582万円（加藤啓子 935万円）
- 2007年 謝依旻 1091万円（加藤啓子 993万円）
- 2006年 青木喜久代 869万円（万波佳奈 831万円）
- 2005年 小林泉美 1025万円
- 2004年 知念かおり 1097万円（小林泉美 1064万円）
- 2003年 小林泉美 1800万円
- 2002年 小林泉美 1104万円
- 2001年 小林泉美 1507万円（青木喜久代 907万円）
- 2000年 青木喜久代 1311万円